# Jacobus Schoemaker Doyer
Jacobus Schoemaker Doyer (Crefeld, 24 juni 1792 - Zutphen, 9 juni 1867) was een Nederlands kunstschilder.
Schoemaker Doyer was de derde zoon van de Nederlandse Doopsgezinde predikant Ds. Dr. Assuerus Doyer (1758-1838) en een broer van de Zwolse uitgever Hendrik Doyer. Hij verhuisde in zijn vroege jeugd met zijn ouders van Duitsland naar Zwolle. Daar raakte hij bevriend met de staatsman Johan Rudolph Thorbecke. Thorbecke woonde in 1812 bij de familie Doyer in huis toen zijn ouders in Osnabrück verbleven voor de gouden bruiloft van zijn grootouders.
Omstreeks 1814 trok Schoemaker Doyer naar Amsterdam en ging in de leer bij Mattheus Ignatius van Bree (1818), Antonie Daniël Prudhomme (1827-1829) en Jurriaen Andriessen, een schilder van behangsels en decoratiewerk. Om zich verder te ontwikkelen reisde Schoemaker Doyer naar Antwerpen. Daarna werkte de kunstenaar in Zwolle en Amsterdam en wist in korte tijd naam te maken. Tijdens zijn leven keerde hij verschillende keren terug naar zijn geboorteland. Zo was de kunstenaar in 1823 in Kassel en Dresden waar hij Italiaanse beelden kopieerde. Vanaf 1829 was Schoemaker Doyer als docent verbonden aan de Koninklijke Akademie te Amsterdam.
Schoemaker Doyer schilderde portretten en genrestukken, maar werd bekend met historiestukken als zijn schilderijen over Jan van Speijk uit 1834. Op voorspraak van Thorbecke kreeg hij na afloop van de Tiendaagse Veldtocht de opdracht voor een schilderij voor de Leidse hogeschool over de verrichtingen van hun vrijwillige jagers.

## Werken

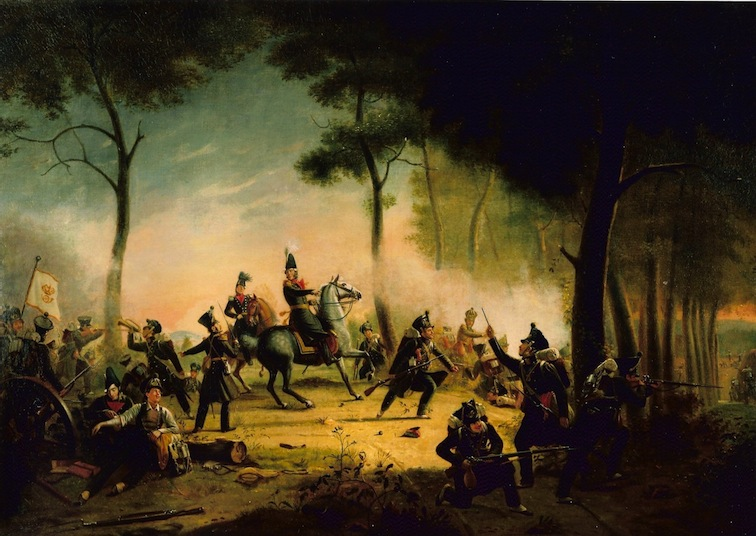
De Vrijwillige Jagers der Leijdsche Hoogeschool, in het Avond gevecht te Bautersem, op 11 Augustus 1831. 1832, olieverf op doek, Academisch Historisch Museum, Leiden
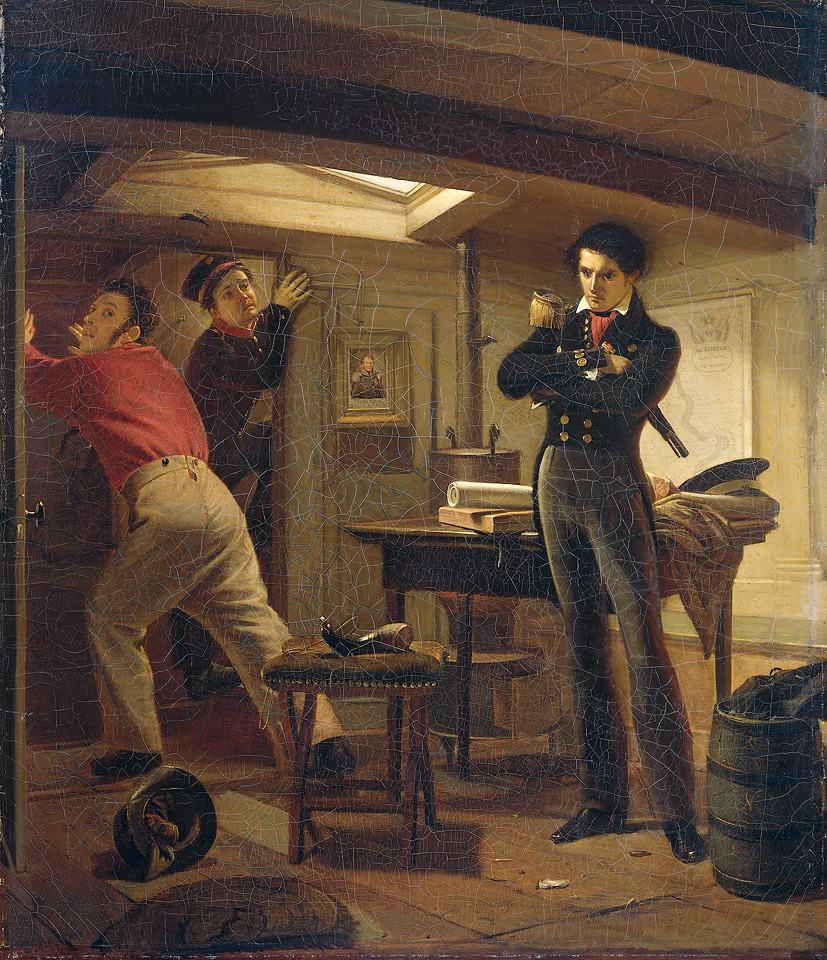
Jan van Speijk overlegt of hij de lont in het kruit zal steken, 5 februari 1831. 1834, olieverf op doek, 75 × 89 cm, Rijksmuseum Amsterdam
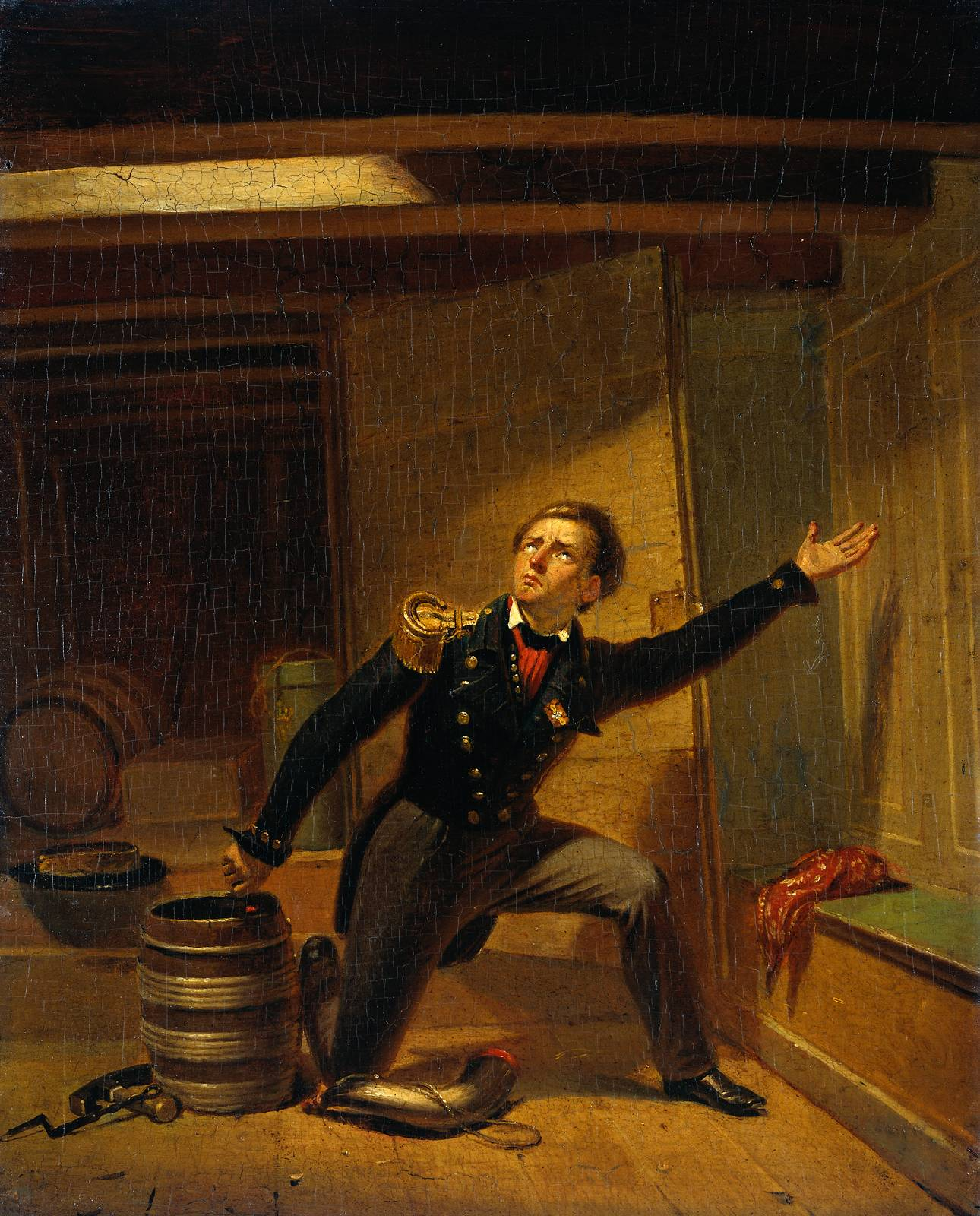
Jan van Speijk steekt de lont in het kruit, 5 februari 1831, 1834, olieverf op doek, 26 × 21 cm, Rijksmuseum Amsterdam

- Biografisch Portaal: 05278058
- RKD-Nederlands Instituut voor Kunstgeschiedenis: 70838
- Union List of Artist Names: 500170491
- Virtual International Authority File: 96670430